# Echinodontiaceae
Echinodontiaceae es una familia de hongos del orden Russulales, tiene 2 géneros y 7 especies.